# Politische Ökonomie
Politische Ökonomie (von den griechischen Wörtern politeia „Staat, gesellschaftliche Ordnung“, oikos „Haus, Hauswirtschaft“ und nomos „Gesetz“) war im 19. Jahrhundert die gebräuchlichste Bezeichnung für Wirtschaftswissenschaft, Nationalökonomie oder Volkswirtschaftslehre.
Die Politische Ökonomie untersucht die Wechselwirkungen zwischen Wirtschaft und politischer Macht, insbesondere wie Institutionen, Interessen und Ideologien ökonomische Prozesse strukturieren. Im weitesten Sinne versteht sich Politische Ökonomie heute als wissenschaftliche Untersuchung wirtschaftlicher Phänomene aus interdisziplinärer Perspektive. Seit den 1990er Jahren befasst sich dieses interdisziplinäre Forschungsfeld mit einer Vielzahl von politisch-ökonomischen Prozessen, in denen Macht, Herrschaft, Kooperation, Konflikt und Kultur auf unterschiedlichen gesellschaftlichen Ebenen sowie Spielregeln und Institutionen eine zentrale Rolle spielen.
Insbesondere die zweimalige Wahl von Donald Trump zum Präsidenten der USA hat seit 2017 komplexe Wechselwirkungen zwischen internationalen Wirtschaftsbeziehungen, Geopolitik, Demokratie und Kultur hervorgebracht, die das Interesse an Fragen der Politischen Ökonomie sowohl in der akademischen Forschung als auch in öffentlichen Debatten gesteigert haben.

## Begriff und Wissenschaft in der Geschichte

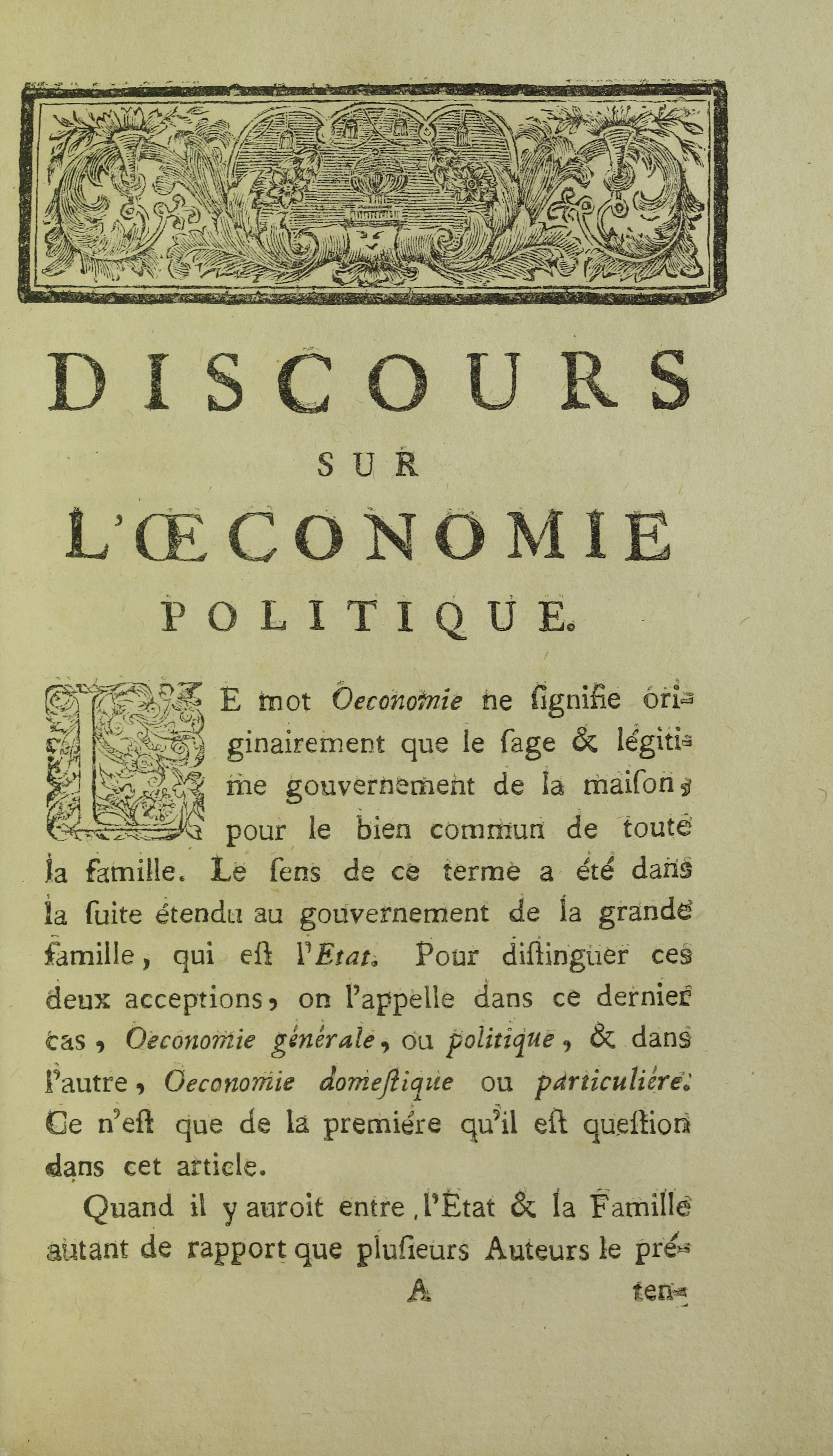
Jean-Jacques Rousseau, Discours sur l'oeconomie politique, 1758

Die Bezeichnung selbst wird zurückgeführt auf den Traité d’économie politique, eine Abhandlung ganz im Sinne des Merkantilismus, die Antoine de Montchrétien 1615 veröffentlicht hat. Jean-Jacques Rousseau hat unter dem Stichwort Économie politique 1755 einen Beitrag geschrieben für die Grande Encyclopédie, der jedoch eher staatstheoretisch interessiert und auf ökonomischem Gebiet mehr eine politisch-moralische Kritik der merkantilistischen Regierungspolitik darstellt.
Zu Beginn des 19. Jahrhunderts waren jedoch in verschiedenen Ländern auch andere Bezeichnungen für derlei Betrachtungen des Wirtschaftslebens im Umlauf; und je nach Autor werden auch mit „Politischer Ökonomie“ unterschiedliche Begriffsinhalte verknüpft, etwa solche, die späterhin „reine Ökonomie“ oder „ökonomische Theorie“ genannt wurden. Nach Veröffentlichung der Principles of Economics 1890 durch Alfred Marshall hat sich in England und den Vereinigten Staaten der Ausdruck economics durchgesetzt.
In Deutschland hat Max Weber von Sozialökonomik gesprochen, nachdem sein Projekt Grundriss der Sozialökonomik zuerst noch Handbuch der politischen Ökonomie heißen sollte. Vermutlich war eine weitere Umbenennung seines Werkes Wirtschaft und Gesellschaft in „Soziologie“ geplant. Eugen von Philippovich, ursprünglich als Ko-Autor Webers vorgesehen, hält in seinem Grundriß der Politischen Oekonomie den Begriff sozialwirtschaftlich oder Sozialökonomie für eine Distanzierung von „Volk“, wie ihn der Begriff „Volkswirtschaft“ enthält. Der im Deutschen überlieferte Sammelbegriff der Staatswissenschaften bezieht die politische Ökonomie primär auf das Gebiet des staatlichen Wirtschaftens.
Das Amerikanische System der Politischen Ökonomie wird erstmals 1791 von Alexander Hamilton (damals Finanzminister der gerade gegründeten USA) erwähnt, in A Report on the Subject of Manufactures an den Kongress. Es geht auf die Kameralistik zurück. Damit hat sich zum Beispiel Gottfried Wilhelm Leibniz in seiner Abhandlung Societät und Wirtschaft auseinandergesetzt.
Der weltweit erste Professor für politische Ökonomie wurde 1763 Joseph von Sonnenfels in Wien. Englands erster Professor für politische Ökonomie wurde Thomas Malthus 1805 am Kolleg der Ostindischen Gesellschaft in Haileybury, Hertfordshire.
Joseph A. Schumpeter stellt den Bereich der „ökonomischen Theorie“ oder eigentlichen Wirtschaftswissenschaft dem umfassenderen Bereich des ökonomischen Denkens gegenüber und zieht es vor, den eigentlichen Bereich der „ökonomischen Analyse“ abzugrenzen einerseits von Wirtschaftspolitik, andererseits von der Wirtschaftssoziologie. Unter einem „System der politischen Ökonomie“ versteht er insbesondere die Darstellung eines geschlossenen wirtschaftspolitischen Systems, bei welcher sich der Autor auf bestimmte konstitutive normative Prinzipien stützt (wie etwa Adam Smith auf den ökonomischen Liberalismus oder Karl Marx auf den Sozialismus). Ein derartiges System kann indes daneben auch mehr oder weniger hohe Anteile ökonomischer Analyse beinhalten.

## Politische Ökonomie des Marxismus
Für den Marxismus ist im Anschluss an die Kritik der politischen Ökonomie von Karl Marx (Das Kapital) „politische Ökonomie“ die Wissenschaft von der Entwicklung der gesellschaftlichen Produktionsverhältnisse. Aus ihrer Sicht untersucht sie Gesetze, denen die Produktion und die Verteilung der materiellen Güter in der menschlichen Gesellschaft auf ihren unterschiedlichen Entwicklungsstufen unterworfen sind.

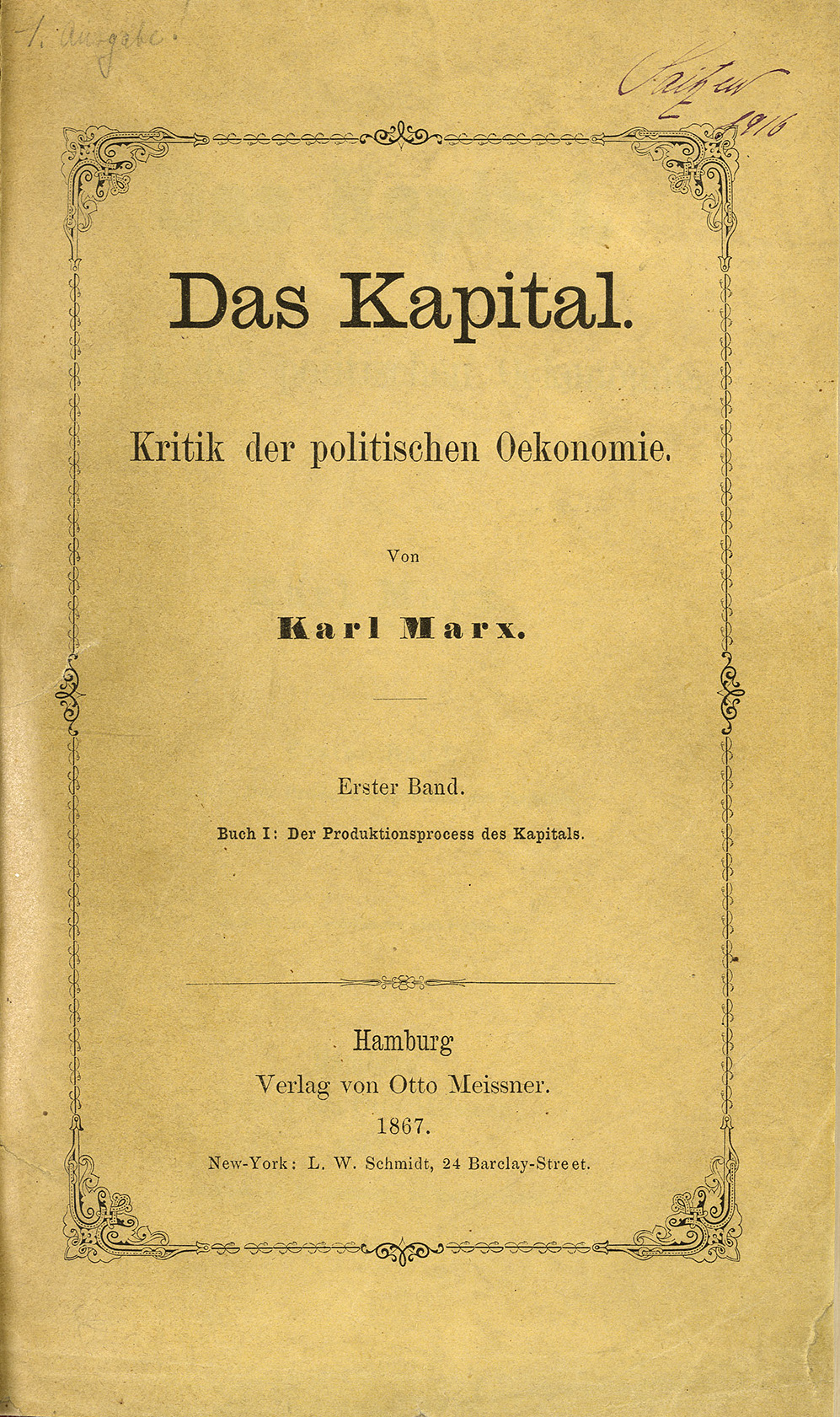
Karl Marx (1867), Das Kapital. erster Band

Die Produktion materieller Güter ist die naturnotwendige Grundlage des Lebens der Menschen in ihrer jeweiligen Gesellschaft. Arbeit ist die zweckmäßige Tätigkeit des Menschen, in deren Prozess er Naturprodukte zur Befriedigung seiner Bedürfnisse verändert. Neben den wenigen allgemeinen Gesetzen, die für jegliches Produzieren in allen Gesellschaftsformen gelten, gibt es besondere Gesetze, die nur innerhalb einer bestimmten Produktionsweise gelten. Produktionsweisen unterscheiden sich durch den Entwicklungsstand der Produktivkräfte (Der Mensch mit seinen geistigen und körperlichen Fähigkeiten, Arbeitsgegenstand, Arbeitsmittel, Produktionsinstrumente, Produktionsverfahren) und der Produktionsverhältnisse, das sind die gesellschaftlichen Beziehungen und Verhältnisse, unter denen die Produktion und Verteilung der Wirtschaftsgüter jeweils stattfindet. Die Produktionsverhältnisse sind im Wesentlichen durch die spezifische Eigentumsform und rechtliche Ausgestaltung der Verfügungsgewalt über die Produktionsmittel geprägt. Die Produktionsverhältnisse bestimmen über die Art und Form der Verteilung (Distribution) der produzierten Güter. Die Produktionsweisen entwickeln sich und werden umgewälzt, indem die Produktionsverhältnisse an die Entwicklung der Produktivkräfte angepasst werden müssen.
Die Analyse setzt an der konkreten Wirklichkeit an, das heißt, sie beginnt damit, die Vorarbeiten vorangegangener Theoretiker mit den jeweiligen historischen und gegenwärtigen Tatsachen zu konfrontieren und somit zu kritisieren. Dabei werden schrittweise in der theoretisch-empirischen Analyse ökonomische Kategorien wie Ware, Geld, Kapital usw. „abstrahiert“. Die begrifflichen Ergebnisse dieses Abstraktionsprozesses werden sodann wieder zu einer konkreten Totalität zusammengefügt, wobei die Strukturkategorien in ihren wechselseitigen widersprüchlichen Beziehungen den theoretischen und historischen Werdegang und die im Entwicklungsprozess wirksamen dynamischen Mechanismen widerspiegeln müssen. Karl Marx bedient sich bei der Betrachtung des Reproduktions- und der Wachstumsprozesse des Wirtschaftssystems im Anschluss an das Tableau économique von François Quesnay der Vorstellung des Wirtschaftskreislaufes.

## Politische Ökonomie als Wiedereinbettung der Wirtschaft in Gesellschaft und Natur
Mit seinem 1944 erschienenen Buch The Great Transformation hat Karl Polanyi grundlegende Einsichten über das Verhältnis von Wirtschaft, Gesellschaft und Staat formuliert. Mit der Industriellen Revolution im 19. Jahrhundert setzte nach Polanyi eine historische "Entbettung" der Wirtschaft ein: Marktmechanismen wurden selbstzweckhaft, Gesellschaft und Natur wurden den Regeln des Marktes unterworfen.

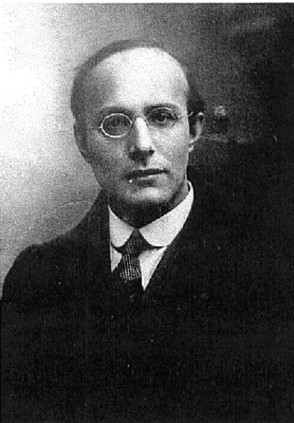
Karl Polanyi (ca. 1918)

Das zentrale Thema sozialwissenschaftlicher Ansätze der Politischen Ökonomie ist die Verteilung gesellschaftlicher Ressourcen – Geld, Macht, Legitimität (z. B. durch sozialen Status) – zwischen den verschiedenen Gruppen in Staat und Gesellschaft sowie die Mechanismen – z. B. Markt, Tausch, Vernetzung –, die ihre Akkumulation sicherstellen. Im Blickfeld stehen dabei die Beziehungen zwischen gesellschaftlicher Organisation der Produktion, die Akteure, Institutionen und Organisationen des politischen Systems sowie die Artikulation sozialer Politiken und Interventionen innerhalb der Gesellschaft. Diese Themen werden von der Neuen Politischen Ökonomie bearbeitet.
In der Soziologie lassen sich mit dem aus der politischen Ökonomie stammenden Begriff „strukturierte Abhängigkeit“ Abhängigkeiten durch soziale Konstruktionsprozesse erklären, die fundamental durch das Verhältnis der vom Arbeitsmarkt abhängigen Gruppe geprägt ist. In diesem Sinne kommt Schmassmann (2006) im Bereich der Alter(n)ssoziologie zu der Schlussfolgerung, dass die Organisationsweise der Produktion und die Nachfrage nach Arbeitskräften für den starken Anstieg diverser Ruhestandsregelungen, wie etwa den vorgezogenen Vorruhestand, verantwortlich sind.
Die Ökologische Ökonomie befasst sich mit der Erforschung von Handlungsmöglichkeiten der Weltgesellschaft angesichts planetarer Grenzen. In ihrem Buch Entropy Economics (2025) kritisieren Galbraith und Chen die Vorstellung, dass Märkte sich automatisch im Gleichgewicht befinden. Stattdessen betonen sie die Bedeutung von Entropie – einem Maß für Unordnung und Energieverlust – als zentrales Element wirtschaftlicher Prozesse. Anstatt Wert über subjektive Präferenzen oder Arbeitsinputs zu definieren, schlagen die Autoren vor, Wert durch die Verfügbarkeit von Ressourcen mit niedriger Entropie zu bestimmen.
Die Ziele für nachhaltige Entwicklung der Vereinten Nationen (2015) machen sichtbar, dass nachhaltige Entwicklung nicht ohne eine kritische Analyse von Macht, Institutionen, Ressourcenverteilung und globaler Gerechtigkeit denkbar ist. Im Sinne von Karl Polanyi können die SDGs als "countermovement" verstanden werden, als eine globale Antwort auf die sozialen und ökologischen Verwerfungen, die durch eine weitgehend marktorientierte Globalisierung ausgelöst wurde.

## Internationale Politische Ökonomie
Angelsächsische Universitäten und internationale Forschungsstätten wie das Europäische Hochschulinstitut in Florenz haben den Studiengang International Political Economics (IPE) eingerichtet. Kombiniert werden darin die Fächer Internationale Beziehungen mit Politischer Ökonomie. Als ein interdisziplinäres Forschungs- und Studienfeld vereinigt es darüber hinaus Ansätze aus verschiedenen Disziplinen und Schulen, so der Politologie, Ökonomik, Soziologie, Geschichte und Cultural Studies. Eine der ersten akademischen Ausbildungsstätten mit diesem Studiengang war die London School of Economics, die 1984 auf Initiative von Susan Strange, Lehrstuhlinhaberin für International Relations, das erste IPE graduate programme eingeführt hatte. In Deutschland bietet die Universität Kassel einen entsprechenden englischsprachigen Masterstudiengang in Global Political Economy an. Die Ruhr-Universität Bochum bietet den Studiengang International Political Economy of East Asia an, der eine entsprechende inhaltliche Ausrichtung mit regionalem Fokus auf Ostasien hat.

## Kulturelle Politische Ökonomie
Ab den 1990er Jahren beginnt die Forschung zur Politischen Ökonomie sich systematisch mit der kulturellen Dimension von Macht, Staat und Wirtschaft zu befassen (siehe dazu Best/Paterson 2009). Hier werden Prozesse der Sinnproduktion untersucht, wie sie etwa in Firmen, in den Medien, in Märkten oder in der Politik beobachtet werden. Wirtschaftssoziologen fragen etwa nach der Rolle von Wissen, Kommunikation und Werten und Normen für die Gestaltung von Preisen, Gütern und Sozialbeziehungen. Politikwissenschaftler untersuchen die Macht der Sprache in politischen Auseinandersetzungen (Jessop 2004). Wissenschaftsforscher analysieren den Einfluss von Wirtschaftsexperten auf Märkte, Politik und Medien. In jüngster Zeit befasst sich die Forschung zur Kulturellen Politischen Ökonomie mit der Rolle von Diskursen in Wirtschaft, Politik, Medien und Wissenschaft (Maeße 2013).